# Niveria nix
Niveria nix är en snäckart som först beskrevs av Schilder 1922.  Niveria nix ingår i släktet Niveria och familjen Triviidae. Inga underarter finns listade i Catalogue of Life.